# Bab-el-Mandeb
Bab-el-Mandeb hay Bab el Mandab, Bab al Mandab, Bab al Mandeb đều có nghĩa là "cổng nước mắt" trong tiếng Ả Rập (باب المندب), là một eo biển chia cắt châu Á (Yemen trên bán đảo Ả Rập) với châu Phi (Djibouti, phía bắc Somalia trên sừng châu Phi), và nối Hồng Hải (hay biển Đỏ) vào vịnh Aden của Ấn Độ Dương. Nó đôi khi còn được gọi là eo biển Mandab.

## Tổng quan
Tên gọi của eo biển này có nguồn gốc từ các nguy hiểm khi đi ngang qua nó, hay theo như truyền thuyết Ả Rập thì từ số lượng người bị chết đuối bởi một trận động đất đã chia cắt bán đảo Ả Rập với vùng sừng châu Phi. Nó có tầm quan trọng chiến lược và là một trong những đường hàng hải bận rộn nhất thế giới.
Khoảng cách ngang qua eo biển khoảng 28 km (17,4 dặm) từ Ras Menheli trên phía bờ biển thuộc bán đảo Ả Rập tới Ras Siyan trên phía châu Phi. Đảo Perim phân chia eo biển này thành 2 eo biển nhỏ, trong đó eo biển phía đông, gọi là Bab Iskender (eo biển Alexander), chỗ hẹp nhất rộng khoảng 3 km (1,87 dặm) và sâu 30 m (16 sải), trong khi eo biển phía tây, gọi là Dact-el-Mayun, chỗ hẹp nhất rộng khoảng 22 km (13,7 dặm) và sâu 310 m (170 sải). Gần bờ biển phía châu Phi là một nhóm các đảo nhỏ gọi chung là Sawabi. Ở đây có một dòng chảy bề mặt đi vào trong eo biển phía đông, nhưng lại có một dòng chảy ngầm đi ra ngoài từ eo biển phía tây.
Eo biển Bab-el-Mandeb có lẽ là nơi chứng kiến các cuộc di cư lớn ra khỏi châu Phi của người hiện đại diễn ra khoảng 85.000 tới 75.000 năm trước đây. Các nghiên cứu ti thể DNA hiện nay đã thiết lập một cách khá vững chắc, gần như không còn nghi ngờ gì nữa rằng những người đầu tiên đã sống tại châu Phi lục địa và sau này đã lan rộng ra khắp thế giới thông qua một loạt các cuộc di cư bắt đầu bằng sự vượt qua eo biển này.

## Tiền sử
Vào một thời gian nào đó trong phân đại Đệ Tam, eo biển Bab el Mandeb đã khép kín và Hồng Hải đã khô cạn tới mức trở thành giống như một đầm lầy với đáy muối, trơ trụi và rỗng không.